# Picaihua
Picaihua ist ein ostsüdöstlicher Vorort von Ambato und eine Parroquia rural („ländliches Kirchspiel“) im Kanton Ambato der ecuadorianischen Provinz Tungurahua. Die Parroquia besitzt eine Fläche von 16,1 km². Die Einwohnerzahl lag im Jahr 2010 bei 8283. Die Parroquia wurde am 14. September 1872 eingerichtet.

## Lage
Die Parroquia Picaihua liegt im Anden-Hochtal von Zentral-Ecuador in der Provinz Tungurahua. Picaihua liegt auf einer Höhe von 2590 m knapp 5 km ostsüdöstlich vom Stadtzentrum von Ambato. Die Parroquia wird im Norden vom Río Ambato und im Osten vom Río Pachanlica begrenzt. Die Längsausdehnung in SSW-NNO-Richtung beträgt knapp 10 km.
Die Parroquia Picaihua grenzt im Osten an die Parroquias Chiquicha, El Rosario und Salasaka (alle drei im Kanton San Pedro de Pelileo), im Südwesten an die Parroquias Totoras und Huachi Grande, im Westen an die Stadt Ambato sowie im Norden an die Parroquia Izamba. 